# Carlos Jacott
Carlos Jacott, né le 28 juillet 1967 est un acteur de cinéma et de télévision américain. Il est apparu dans plus d'une quarantaine de séries télévisées.